# مسجد لارابانگا
مسجد لارابانگا مسجدی است در سبک معماری سودانی-ساحلی که در روستای لارابانگا در کشور غنا واقع شده است. این مسجد قدیمی‌ترین مسجد غنا و یکی از قدیمی‌ترین مساجد در غرب آفریقاست که به عنوان مکه غرب آفریقا نیز شناخته می‌شده است. 
از زمان بنیانگذاری در سال 1421 میلادی این بنا بارها مورد بازسازی قرار گرفته است. با این حال بنیاد جهانی آثار تاریخی (World Monuments Fund) این مسجد را در فهرست ۱۰۰ محوطه در معرض خطر نابودی قرار داده است. این مسجد صاحب یک قرآن قدیمی است که به عقیده افراد محلی هدیه‌ای است از بهشت به امام جماعت مسجد که در سال ۱۶۵۰ به واسطه عبادت‌های او به وی اهدا شده است. 
این مسجد با خشت و چوب ساخته شده و دارای دو برج بلند هرمی شکل است یکی به عنوان محراب به سمت مکه و یکی به عنوان مناره که در گوشه شمال غربی قرار گرفته است که این دو با ۱۲ سازه پیازی شکل حمایت می‌شوند.
در خرداد سال ۱۴۰۰ شمسی، گروهی ایرانی به سرپرستی مهدی رضوانی با سفر به غنا، مستندی درباره آثار و ابنیه تاریخی آن کشور از جمله مسجد لارابانگا تهیه کردند.